# 陈国长公主
陳國長公主（?—?），宋宣祖趙弘殷長女，母昭宪太后杜氏。宋太祖、宋太宗的姐姐。
根據《夜航船》記載，宋太祖赵匡胤还没有得到天下时，在他行将率军北征的前夕，都城突然谣言满天飞，说军队打算拥立赵匡胤为天子。赵匡胤问家人：“外面一片乱哄哄的，谣言满天飞，怎么办？”他姊姊正在厨房作饭，拿起面杖就打他，说：“男子汉大丈夫遇到大事临头，应该拿出主见去决定，拿外面的流言来惊吓家中的女流，你是干什么吃的？”太祖默默无语走出家门。
她未笄礼之年而夭折。建隆三年（962年），宋太祖追封姐姐为陈国长公主。宋徽宗即位，改封荆国大长公主。政和改封恭献大長帝姬。